# Kijevriget
Kijevriget eller Kijevrus var fra 880 e.Kr. til midten af 1100-tallet et rige domineret af Fyrstendømmet Kijev og dannede i sin storhedstid det meste af Rutenien (i dag Hviderusland, det meste af nutidens Ukraine og Slovakiet og den nordvestlige del af nutidens Rusland).

## Ældre historie
I den nordiske Vendeltiden (550-800 e.Kr.) handlede slaviske stammer aktivt med vikingerne og befolkningen i det moderne Sverige. På vej fra Varjager til grækerne brugte vikingerne de store slaviske bosættelser i Ladoga (Staraja Ladoga), Ilmen (Holmgård, nutidens Novgorod) og Gnesdovo nær Smolensk på den øvre Dnepr som handelssteder og omladningsstationer.
Det nordlige og vestlige Rusland blev beboet i vikingetiden (800-1050) af en række finno-ugriske og slaviske stammer med en permanent organisation. Måske blev foreningen af de slaviske og finske stammer lettet af behovet for konstant beskyttelse mod raiderne fra Khazar-nomaderne.
Ved 700-tallets begyndelse grundlagde håndværkere slaver-byen Kijev (Gammel russisk for "Кыѥвъ") ved Dnepr-floden. Et samfund af slaver, skandinaver og finner, voksede her. I Nestorkrøniken (1100) står, at de finsk-ugriske og slaviske stammer i Rutenien - efter at have jagtet de væringer bort, der beskattede dem - følte, at situationen var alt for kaotisk, og derfor søgte en Rusfyrste til at regere.

### Første omtale
Ifølge skandinaviske teorier blev de nordlige stammer af Rus' folk i begyndelsen af 800-tallet løst organiseret under Rus'-khanatet omtalt af adskillige ikke-russiske historikere, og Rus'-khanatet betragtes som en forgænger til Kijevriget. Den tidligste leder af Kijevriget var mest sandsynligt en skandinavisk kriger som regerede over et flertal af slaviske undersåtter.
Ifølge Nestorkrøniken, den tidligste krønike om Kijevriget, blev det senere Kijevriges område delt mellem væringerne og Khazar-staten. Laurentian Codex anførte, at Tjuderne, Ilmenslaverne, Volga Finnerne, vepserne og Krivitjerne betalte tribut til væringerne i 859, mens khazarerne krævede tribut fra Poljanerne, Severjanerne og Vjatitjerne. I 862 var der en stort opstand, hvor Tjuderne, Ilmenslaverne, Volga-Finnerne og Krivitjerne sendte Væringerne over havet uden at give dem tribut. Nu begyndte de at kriges indbyrdes. Nogle af stammerne (ukendt præcis hvem) besluttede at invitere Rus' væringer til at herske over dem. Nu slog de tre væringebrødre, Rurik (den ældste), Sineus, og Truva, sig ned i henholdsvis Novgorod, Belozersk og Izborsk. I løbet af to år døde Ruriks brødre, og Rurik blev enehersker, og han indsatte sine nakhodniker til at assistere sig med at styre landet. De vigtigste byer blev Novgorod (hovedstad), der herskede over Ilmenslaverne, Polotsk – krivitjerne, Rostov – Volgafinnerne, Belozersk – vepserne og Murom – Mokšierne. Krøniken nævner ham som stamfar til Rurik-dynastiet. Nestorkrøniken siger:
I år 6360 (852), på indiktionens 15. dag, da Michael blev kejser, begyndte man at høre om det russiske rige. Herom har vi erfaret, at det var under denne kejser, rus' -folket drog mod Kejserstaden, således som der står i den Græske Krønike.
I året 6366 (858) drog kejser Michael ud sammen med krigerne langs kysten og over havet mod bulgarerne. Da bulgarerne indså, at de ikke kunne yde modstand, bad de om at blive kristnede og underkastede sig grækerne. Kejseren døbte deres fyrste og alle adelsmændene, og han sluttede fred med bulgarerne.
I året 6367 (859) kom [varægerne fra hinsides havet og krævede skat blandt čud'  og slovenerne, blandt merja og vepserne samt krivičerne.
Kozarerne opkrævede skat af poljanerne, severerne og vjatičerne; de tog et hvidt egern af hver husstand.
I år 6370 (862) jog de varægerne bort over havet og gav dem ikke skat. De begyndte at herske over sig selv, men der var ingen ret blandt dem, og slægt rejste sig imod slægt; der var fejder blandt dem, og de begyndte at føre krig indbyrdes. De sagde til hverandre:
- "vi vil søge os en fyrste, som kan herske over os og dømme ret."
Og de drog over havet tilvarægerne, til rus'; this således kaldtes disse varæger: rus ', ligesom andre kaldes sveer, atter andre normanner, angler, atter andre gotlændere, - således også disse. Čud, slovener og krivičer og vepser sagde til rus' :
- "vort land er stort og frugtbart, men der er ingen orden i det. Kom I da og vær konger og hersk over os!"
Og de valgte tre brødre med deres slægter, og de tog hele rus'  med sig og kom. Den ældste Rjurik, slog sig ned i Novgorod; den anden, Sineus, ved Beloozero, og den tredje, Truvor, i Izborsk. Og efter disse varæger fik det russiske rige navn. Folkene i Novgorod - de er af varægisk slægt, tidligere var de nemlig slovener.